# Lotniarstwo

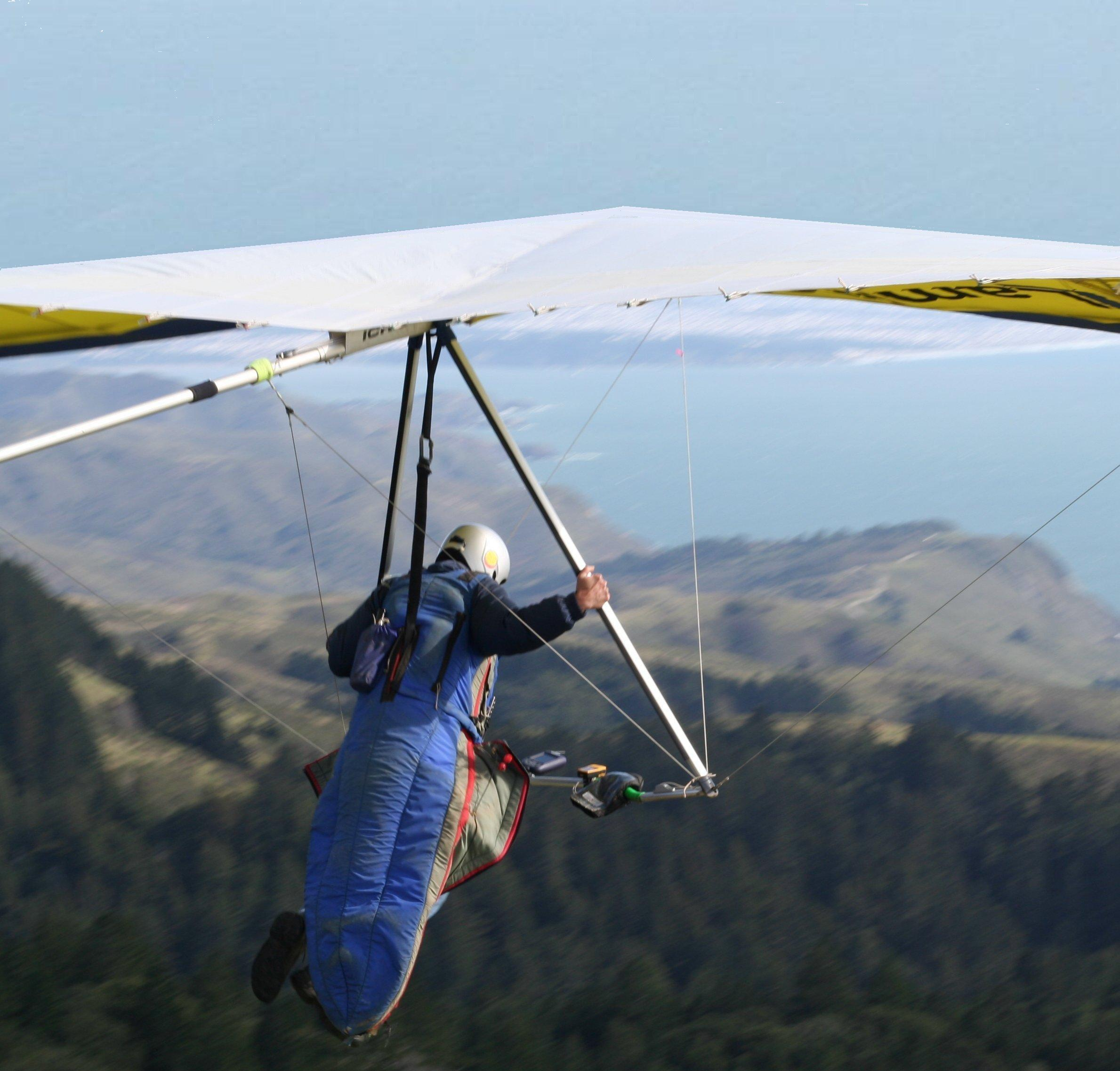
Lotniarstwo

Lotniarstwo – sport i forma rekreacji polegająca na lataniu z użyciem lotni. Jest to bardzo popularna forma lotnictwa amatorskiego, niewymagająca specjalnej infrastruktury (lotnisk) ani dużych nakładów finansowych.

## Lotnia
Lotnia jest szybującym płatowcem, którego skrzydło rozpięte jest na stelażu z metalu lub tworzywa sztucznego. Usztywnienie jest główną cechą odróżniającą lotnię od paralotni.

### Motolotnia
Motolotnia jest lotnią wyposażoną w napęd oraz w stałe podwozie. Spotyka się także lotnie wyposażone w silnik małej mocy ale bez stałego podwozia (pilot startuje na nogach). Nie jest to jednak wtedy motolotnia lecz jedynie lotnia z napędem. Zazwyczaj jest to silnik spalinowy ze śmigłem, choć dokonano też udanych prób lotu z silnikiem turbinowym.

## Latanie
Najprostszą formą są zloty, polegające na starcie ze zbocza odpowiednio stromego wzniesienia, a następnie szybowaniu i lądowaniu na niżej położonym terenie.

### Loty termiczne
Niektóre powierzchnie lądu pod wpływem promieni słonecznych nagrzewają się szybciej (np. skały, asfalt, budynki), a następnie nagromadzone ciepło oddają sąsiadującemu powietrzu, które unosi się, tworząc tzw. komin termiczny. Przy słabym wietrze kominy są stałe i ciągłe. Przy silniejszym mogą być przerywane i przenoszone wraz z wiatrem z dala od terenu, nad którym powstały.
Piloci lotni, znajdując komin termiczny, latają wokół jego centrum by jak najdłużej pozostawać w strefie najsilniejszych noszeń. Ponieważ różnice w prędkości wznoszenia są bardzo trudno wyczuwalne dla człowieka, piloci z reguły posiłkują się wariometrem, który za pomocą wyświetlacza i sygnałów dźwiękowych informuje o prędkości i kierunku ruchu w pionie. Dzięki niemu możliwe jest precyzyjne określenie centrum komina i utrzymywanie się w jego bezpośredniej bliskości (tzw. centrowanie komina).

### Hole
W celu uzyskania wysokości lotniarze mogą skorzystać z holu. Może się on odbywać za innym statkiem powietrznym wyposażonym w napęd, samochodem, łodzią motorową, lub za wyciągarką stacjonarną.

## Sterowanie
Sterowanie lotnią odbywa się za pomocą sterownicy trzymanej przez pilota. Przesuwając ciężar ciała względem niej, pilot pochyla skrzydło, nadając mu inny kierunek lotu.

## Lotniarstwo w Polsce
W 1973 roku Jerzy Lutkowski oraz inż. Jan Palutkiewicz, zaprojektowali i zbudowali lotnię, był to początek lotniarstwa w Polsce. Jerzy Lutkowski pierwsze loty testowe wykonywał ze zbocza "Osony" dawnego szybowiska 
Aeroklubu Częstochowskiego a następne udane loty wykonał w Olsztynie, gdzie były lepsze warunki terenowe do wykonywania lotów. W 1975 Jerzy Lutkowski oraz Andrzej Mądrzyk reprezentowali Polskę na pierwszych nieoficjalnych lotniarskich mistrzostwach świata w austriackim Kössen w marcu 1975. We wrześniu 1976 w Wetlinie w Bieszczadach odbyły się pierwsze w Polsce Lotniowe Mistrzostwa Polski, jednak z powodu złej pogody zawodów nie rozegrano, jednak na tych zawodach odbyło się rozstrzygnięcie konkursu "Skrzydła dla każdego" na najlepszą konstrukcję lotni, był to konkurs ogłoszony przez redakcje czasopism Skrzydlatej Polski i Horyzontów Techniki.